# Mats Rits
Mats Rits (* 18. Juli 1993 in Antwerpen) ist ein belgischer Fußballspieler auf der Position eines Mittelfeldspielers. Seit August 2023 steht er im Profikader des RSC Anderlecht in der Division 1A, der höchsten Spielklasse im belgischen Fußball.

## Karriere

### Jugend
Rits begann seine aktive Karriere als Fußballspieler im Jahre 1999 im Nachwuchsbereich des unterklassigen FC Walem aus dem kleinen Dorf Walem in der Provinz Antwerpen. Dort war er bis 2001 in der Jugend aktiv und wechselte daraufhin in die Jugendabteilung des belgischen Traditionsvereines Lierse SK. Dabei durchlief er bis 2004 verschiedene Jugendspielklassen und wechselte danach in seine Heimatstadt zum Nachwuchs von Germinal Beerschot, dem er seitdem angehört und dort bereits Kapitän einiger Jugendmannschaften war.
Daneben gilt bzw. galt er in seiner frühen Jugendzeit bis heute als eines der größten Nachwuchstalente, die je im belgischen Fußball herangewachsen sind. Mit guten Leistungen machte er dabei auch eine Anzahl europäischer Topklubs, wie Real Madrid, Ajax Amsterdam, RSC Anderlecht oder Manchester United auf sich aufmerksam. Zwischen seinem 15. und 16. Geburtstag bekam Rits verschiedene Angebote von den europäischen Großklubs, sagte aber bei allen ab und blieb bei seinem Stammverein. Laut einigen Medienberichten zur Folge stand der junge Mittelfeldakteur kurz vor einer Vertragsunterzeichnung beim niederländischen Rekordmeister Ajax Amsterdam, ehe sich Rits kurz vor Abschluss doch noch dagegenentschied und als Grund seine Familie und die Schule nannte.

### Vereinskarriere
Nachdem sich der junge belgische Mittelfeldakteur für den Verbleib bei Germinal Beerschot entschied, wurde ab der Spielzeit 2009/10 von der U-19-Mannschaft des Vereines in den Profikader beordert, wo er sehr rasch Fuß fassen konnte und sich gleich zu etablieren begann. Sein Profidebüt in der höchsten belgischen Fußballliga gab Rits im Alter von 16 Jahren und 77 Tagen, als er am 3. Oktober 2009 bei 3:1-Heimsieg über den KVC Westerlo in der 31. Spielminute für den verletzten Kolumbianer Daniel Cruz eingewechselt wurde. Bereits bei seinem Debütspiel zeigte der junge Belgier von seiner Klasse und erzielte noch am selben Abend nach einer Vorlage von Bart Goor in der 60. Spielminute das Tor zum 1:1. Nachdem die Mannschaft nach 89 Minuten durch ein Tor von Faris Haroun mit 2:1 in Führung gegangen war, legte der 16-jährige zentrale Mittelfeldspieler noch einen drauf und entschied in der 90. Minute das Spiel zu Gunsten der Heimmannschaft, als er ein weiteres Tor nach Vorlage von Tosin Dosunmu erzielte. Nach der guten Leistung bei seinem Profiteam wurde Rits bis zum Saisonende in fünf weiteren Ligaspielen eingesetzt, obgleich er dabei auch nur zu wenigen Minuten dauernden Kurzeinsätzen kam. Des Weiteren kam Rits auch zu einem Einsatz im belgischen Pokal, als er beim 3:0-Sieg über den KMSK Deinze in der 73. Minute für den Torschützen zum 1:0, Sherjill Mac-Donald, ins Spiel kam.
Obgleich noch immer wesentlicher Bestandteil der vereinseigenen Jugend stand Rits auch in der Saison 2010/11 im Aufgebot des Profiteams. In dieser Saison brachte es der junge Mittelfeldakteur auf sieben torlose Ligaeinsätze, vier Einsätze in den Europa-League-Play-offs und einen Einsatz im belgischen Fußballpokal, wobei er beinahe in jedem Spiel nur als Ersatzspieler diente und entweder ein- oder ausgewechselt wurde. Aufgrund seiner konstant guten Leistungen, die er unter anderem auch im Nachwuchs brachte, wurde Mats Rits im Laufe der Zeit von verschiedenen internationalen Vereinen umworben. Der belgische Rekordmeister RSC Anderlecht, der am knappsten der gesamten Umwerber mit einem Transfer scheiterte, und die Teams PSV Eindhoven oder FC Utrecht waren nur einige Vereine, die sich das junge belgische Talent sichern wollten. Der niederländische Rekordmeister Ajax Amsterdam war es schließlich, der den jungen Belgier Ende Juni 2011 unter Vertrag nahm und ihm einen Vertrag bis Sommer 2013 unterbreitete. Beim Klub aus Amsterdam sollte er zwar im Profiaufgebot vertreten sein und mit den Profis mittrainieren, in der Anfangszeit aber dennoch im Reserveteam (Jong Ajax) zum Einsatz kommen. Dort sollte er für spätere Einsätze in der Eredivisie aufgebaut werden und bis dahin Spielpraxis sammeln.
Bis Januar 2013 stand Rits nur für das Reserveteam auf dem Platz. Er wechselte dann zum belgischen Erstdivisionär KV Mechelen und unterschrieb dort einen Vertrag bis Sommer 2015. Im März 2016 wurde der Vertrag bis Sommer 2019 verlängert.
Nachdem Mechelen nach der Saison 2017/18 aus der Division 1A abgestiegen war, wechselte Rits zum FC Brügge. Er erhielt dort einen Vertrag über vier Jahre. Anfang März 2020 wurde dieser Vertrag bis zum Ende der Saison 2023/24 verlängert. In der Saison 2020/21 wurde er dabei in 37 von 40 Ligaspielen, in denen er zwei Tore schoss, sowie fünf von acht Europapokal-Spielen und zwei von drei Pokalspielen des FC Brügge eingesetzt. In der Saison 2021/22 waren es 33 von 40 möglichen Ligaspielen, in denen er sieben Tore schoss, sechs Champions-League-Spiele mit zwei Toren, fünf Pokalspiele und das gewonnene Spiel um das Supercup.
Im Play-off-Spiel gegen den RSC Anderlecht am 1. Mai 2022 musste er wegen eines Kreuzbandrisses ausgewechselt werden. Nachdem zunächst erwartet wurde, dass er für mindestens sechs Monaten ausfalle, wurde er tatsächlich erst im Ligaspiel am 8. Januar 2023 gegen den KRC Genk das nächste Mal wiedereingesetzt. Dadurch kam er in der Saison 2022/23 nur auf 20 von 40 möglichen Ligaspielen, in denen er zwei Tore schoss, sowie ein Spiel in der Champions League.
Die ersten zwei Ligaspiele der neuen Saison bestritt er noch für den FC Brügge. Mitte August 2023 wechselte er zum Ligakonkurrenten RSC Anderlecht, bei dem er einen Vertrag mit einer Laufzeit von drei Jahren unterschrieb. Dort bestritt er 35 von 37 möglichen Ligaspielen und zwei Pokalspiele. In der nächsten Saison waren es 29 von 40 möglichen Ligaspielen, in denen er ein Tor schoss, fünf Pokalspiele und sieben Spiele in der Europa League.

### International
Rits spielte in den Nachwuchsnationalteam seines Heimatlandes. Für die belgische U-17-Auswahl war er bei fünf Freundschaftsspielen im Einsatz und erzielte dabei ein Tor. Für die belgische U-19-Auswahl waren es sechs Freundschaftsspielen mit ebenfalls einem Tor.
In die A-Nationalmannschaft wurde er bis jetzt nicht berufen.

## Erfolge
- Belgischer Meister: 2019/20, 2020/21, 2021/22 (FC Brügge)
- Gewinner belgischer Supercup: 2018, 2021, 2022 (2022 – nicht im Spieltagskader) (FC Brügge)